# Vòng loại Giải vô địch bóng đá thế giới 2022 – Khu vực châu Phi (Vòng 2)
Vòng 2 của các trận đấu thuộc khu vực châu Phi cho vòng loại giải vô địch bóng đá thế giới 2022 đang thi đấu trên 6 ngày đấu, từ ngày 5 tháng 10 năm 2020 đến ngày 12 tháng 10 năm 2021.
Phần châu Phi của vòng loại giải vô địch bóng đá thế giới 2022 đóng vai trò là vòng loại cho giải vô địch bóng đá thế giới 2022, được tổ chức ở Qatar, cho các đội tuyển quốc gia là thành viên của Liên đoàn bóng đá châu Phi (CAF). Tổng cộng có 5 suất vé trong vòng chung kết có sẵn cho các đội tuyển CAF.

## Thể thức
Vòng 2 sẽ chứng kiến 26 đội tuyển CAF được xếp hạng cao nhất được tham gia cùng với 14 đội thắng từ vòng 1. Những đội tuyển này được rút thăm chia thành 10 bảng 4 đội để thi đấu các trận đấu vòng tròn một lượt trên sân nhà và sân khách. Các đội thắng của mỗi bảng sẽ giành quyền vào vòng 3.

## Hạt giống
Lễ bốc thăm cho vòng 2 đã tổ chức vào ngày 21 tháng 1 năm 2020, lúc 19:00 CAT (UTC+2), tại Nile Ritz-Carlton ở Cairo, Ai Cập.
Hạt giống dựa trên bảng xếp hạng FIFA thế giới của tháng 12 năm 2019 (hiển thị trong dấu ngoặc đơn ở bên dưới).
Chú thích: Các đội in đậm giành quyền vào vòng 3.
| Nhóm 1 | Nhóm 2 | Nhóm 3 | Nhóm 4 |
| --- | --- | --- | --- |
| 1. Sénégal (20) 2. Tunisia (27) 3. Nigeria (31) 4. Algérie (35) 5. Maroc (43) 6. Ghana (47) 7. Ai Cập (51) 8. Cameroon (53) 9. Mali (56) 10. CHDC Congo (56) | 1. Burkina Faso (59) 2. Bờ Biển Ngà (61) 3. Nam Phi (71) 4. Guinée (74) 5. Uganda (77) 6. Cabo Verde (78) 7. Gabon (83) 8. Bénin (84) 9. Zambia (88) 10. Cộng hòa Congo (89) | 1. Madagascar (91) 2. Mauritanie (100) 3. Libya (101) 4. Mozambique (105)† 5. Kenya (106) 6. Trung Phi (109) 7. Zimbabwe (111)† 8. Niger (112) 9. Namibia (117)† 10. Guiné-Bissau (118)† | 1. Malawi (123)† 2. Angola (124)† 3. Togo (126)† 4. Sudan (128)† 5. Rwanda (131)† 6. Tanzania (134)† 7. Guinea Xích Đạo (145)† 8. Ethiopia (146)† 9. Liberia (152)† 10. Djibouti (184)† |

† Các đội thắng của vòng 1

## Lịch thi đấu
Dưới đây là lịch thi đấu của vòng loại thứ hai giải vô địch bóng đá thế giới 2022 khu vực châu Phi. Sau khi dời lịch thi đấu của vòng chung kết Cúp bóng đá các quốc gia châu Phi 2021 từ tháng 6/tháng 7 đến tháng 1/tháng 2, các ngày của các ngày đấu 1 và 2 của vòng 2 đã được lên lịch lại. Bởi vì giải đấu đã bị gián đoạn bởi đại dịch COVID-19, lịch thi đấu của vòng 2 đã được sửa đổi một lần nữa và vào ngày 19 tháng 8 năm 2020 CAF đã công bố các ngày mới và toàn bộ vòng 2 đã bị hoãn lại đến năm 2021. Vào ngày 6 tháng 5 năm 2021, vòng 2 một lần nữa đã bị hoãn lại do đại dịch và tất cả các trận đấu đã được dời lại để thi đấu từ tháng 9 đến tháng 11 năm 2021.
| Ngày đấu   | Các ngày                | Các trận đấu |
| ---------- | ----------------------- | ------------ |
| Ngày đấu 1 | 1–4 tháng 9 năm 2021    | 1 v 4, 3 v 2 |
| Ngày đấu 2 | 5–8 tháng 9 năm 2021    | 2 v 1, 4 v 3 |
| Ngày đấu 3 | 6–9 tháng 10 năm 2021   | 1 v 3, 4 v 2 |
| Ngày đấu 4 | 10–12 tháng 10 năm 2021 | 3 v 1, 2 v 4 |
| Ngày đấu 5 | 11–13 tháng 11 năm 2021 | 4 v 1, 2 v 3 |
| Ngày đấu 6 | 14–16 tháng 11 năm 2021 | 1 v 2, 3 v 4 |

1. ↑  Ngày đấu 1 ban đầu được lên lịch vào ngày 23–31 tháng 3 năm 2020, sau đó là ngày 5–13 tháng 10 năm 2020, sau đó là ngày 5–8 tháng 6 năm 2021.
2. ↑  Ngày đấu 2 ban đầu được lên lịch vào ngày 1–9 tháng 6 năm 2020, sau đó là ngày 9–17 tháng 11 năm 2020, sau đó là ngày 11–14 tháng 6 năm 2021.
3. ↑  Ngày đấu 3 ban đầu được lên lịch vào ngày 22–26 tháng 3 năm 2021, sau đó là ngày 1–4 tháng 6 năm 2021, sau đó là ngày 1–4 tháng 9 năm 2021.
4. ↑  Ngày đấu 4 ban đầu được lên lịch vào ngày 27–30 tháng 3 năm 2021, sau đó là ngày 5–8 tháng 6 năm 2021, sau đó là ngày 5–8 tháng 9 năm 2021.
5. ↑  Ngày đấu 5 ban đầu được lên lịch vào ngày 30 tháng 8 – ngày 7 tháng 9 năm 2021, sau đó là ngày 6–9 tháng 10 năm 2021.
6. ↑  Ngày đấu 6 ban đầu được lên lịch vào ngày 4–12 tháng 10 năm 2021, sau đó là ngày 10–12 tháng 10 năm 2021.

## Các bảng

### Bảng A
| VT | Đội          | ST | T | H | B | BT | BB | HS  | Đ  | Giành quyền tham dự    |     | Algérie | Burkina Faso | Niger | Djibouti |
| -- | ------------ | -- | - | - | - | -- | -- | --- | -- | ---------------------- | --- | ------- | ------------ | ----- | -------- |
| 1  | Algérie      | 6  | 4 | 2 | 0 | 25 | 4  | +21 | 14 | Giành quyền vào vòng 3 |     | —       | 2–2          | 6–1   | 8–0      |
| 2  | Burkina Faso | 6  | 3 | 3 | 0 | 12 | 4  | +8  | 12 |                        |     | 1–1     | —            | 1–1   | 2–0      |
| 3  | Niger        | 6  | 2 | 1 | 3 | 13 | 17 | −4  | 7  |                        | 0–4 | 0–2     | —            | 7–2   |          |
| 4  | Djibouti     | 6  | 0 | 0 | 6 | 4  | 29 | −25 | 0  |                        | 0–4 | 0–4     | 2–4          | —     |          |

| Niger | 0–2      | Burkina Faso                         |
| ----- | -------- | ------------------------------------ |
|       | Chi tiết | - L. Traoré 76' (ph.đ.) - Konaté 79' |

| Algérie                                                                                                  | 8–0      | Djibouti |
| --- | -------- | -------- |
| - Slimani 5', 25' (ph.đ.), 46', 53' - Bensebaini 27' - Bounedjah 40' (ph.đ.) - Mahrez 67' - Zerrouki 69' | Chi tiết |          |

| Djibouti               | 2–4      | Niger                                                |
| ---------------------- | -------- | ---------------------------------------------------- |
| - Ali 32' - Hassan 90' | Chi tiết | - Adebayor 49', 56' - Wonkoye 65' (ph.đ.) - Sabo 68' |

| Burkina Faso  | 1–1      | Algérie        |
| ------------- | -------- | -------------- |
| - Tapsoba 64' | Chi tiết | - Feghouli 18' |

| Algérie                                                                                   | 6–1      | Niger       |
| ----------------------------------------------------------------------------------------- | -------- | ----------- |
| - Mahrez 27', 60' (ph.đ.) - Oumarou 47' (l.n.) - Souleymane 70' (l.n.) - Slimani 76', 88' | Chi tiết | - Sosah 50' |

| Djibouti | 0–4      | Burkina Faso                                   |
| -------- | -------- | ---------------------------------------------- |
|          | Chi tiết | - Tapsoba 45+2', 48' - Kaboré 51' - Konaté 60' |

| Burkina Faso             | 2–0      | Djibouti |
| ------------------------ | -------- | -------- |
| - Dayo 30' - Tapsoba 63' | Chi tiết |          |

| Niger | 0–4      | Algérie                                                 |
| ----- | -------- | ------------------------------------------------------- |
|       | Chi tiết | - Mahrez 21' - Mandi 33' - Bennacer 48' - Bounedjah 54' |

| Burkina Faso       | 1–1      | Niger                 |
| ------------------ | -------- | --------------------- |
| - Dayo 55' (ph.đ.) | Chi tiết | - Oumarou 34' (ph.đ.) |

| Djibouti | 0–4      | Algérie                                                   |
| -------- | -------- | --------------------------------------------------------- |
|          | Chi tiết | - Belaïli 29' - Benrahma 40' - Feghouli 42' - Slimani 87' |

| Niger                                                                   | 7–2      | Djibouti                     |
| ----------------------------------------------------------------------- | -------- | ---------------------------- |
| - Adebayor 14', 36', 75' - Wonkoye 62' - Sosah 64' - Djibrilla 85', 87' | Chi tiết | - Ahmed 33' - Siad Isman 84' |

| Algérie                     | 2–2      | Burkina Faso                    |
| --------------------------- | -------- | ------------------------------- |
| - Mahrez 21' - Feghouli 68' | Chi tiết | - Sanogo 37' - Dayo 84' (ph.đ.) |

### Bảng B
| VT | Đội             | ST | T | H | B | BT | BB | HS | Đ  | Giành quyền tham dự    |     | Tunisia | Guinea Xích Đạo | Zambia | Mauritanie |
| -- | --------------- | -- | - | - | - | -- | -- | -- | -- | ---------------------- | --- | ------- | --------------- | ------ | ---------- |
| 1  | Tunisia         | 6  | 4 | 1 | 1 | 11 | 2  | +9 | 13 | Giành quyền vào vòng 3 |     | —       | 3–0             | 3–1    | 3–0        |
| 2  | Guinea Xích Đạo | 6  | 3 | 2 | 1 | 6  | 5  | +1 | 11 |                        |     | 1–0     | —               | 2–0    | 1–0        |
| 3  | Zambia          | 6  | 2 | 1 | 3 | 8  | 9  | −1 | 7  |                        | 0–2 | 1–1     | —               | 4–0    |            |
| 4  | Mauritanie      | 6  | 0 | 2 | 4 | 2  | 11 | −9 | 2  |                        | 0–0 | 1–1     | 1–2             | —      |            |

| Mauritanie  | 1–2      | Zambia                  |
| ----------- | -------- | ----------------------- |
| - Niass 69' | Chi tiết | - Mwepu 10' - Mumba 57' |

| Tunisia                                       | 3–0      | Guinea Xích Đạo |
| --------------------------------------------- | -------- | --------------- |
| - Bronn 54' - Skhiri 78' - Khazri 82' (ph.đ.) | Chi tiết |                 |

| Zambia | 0–2      | Tunisia                                 |
| ------ | -------- | --------------------------------------- |
|        | Chi tiết | - Khazri 8' (ph.đ.) - Ben Slimane 90+2' |

| Guinea Xích Đạo    | 1–0      | Mauritanie |
| ------------------ | -------- | ---------- |
| - Iban 59' (ph.đ.) | Chi tiết |            |

| Guinea Xích Đạo       | 2–0      | Zambia |
| --------------------- | -------- | ------ |
| - Coco 35' - Nsue 88' | Chi tiết |        |

| Tunisia                                | 3–0      | Mauritanie |
| -------------------------------------- | -------- | ---------- |
| - Skhiri 15' - Khazri 42' - Jaziri 86' | Chi tiết |            |

| Zambia          | 1–1      | Guinea Xích Đạo |
| --------------- | -------- | --------------- |
| - F. Sakala 65' | Chi tiết | - Bikoro 82'    |

| Mauritanie | 0–0      | Tunisia |
| ---------- | -------- | ------- |
|            | Chi tiết |         |

| Zambia                                         | 4–0      | Mauritanie |
| ---------------------------------------------- | -------- | ---------- |
| - Daka 34' - F. Sakala 37', 45+1' (ph.đ.), 63' | Chi tiết |            |

| Guinea Xích Đạo | 1–0      | Tunisia |
| --------------- | -------- | ------- |
| - Ganet 84'     | Chi tiết |         |

| Tunisia                                   | 3–1      | Zambia          |
| ----------------------------------------- | -------- | --------------- |
| - Laïdouni 18' - Dräger 31' - Maâloul 43' | Chi tiết | - F. Sakala 80' |

| Mauritanie   | 1–1      | Guinea Xích Đạo |
| ------------ | -------- | --------------- |
| - Kamara 22' | Chi tiết | - Coco 59'      |

### Bảng C
| VT | Đội        | ST | T | H | B | BT | BB | HS | Đ  | Giành quyền tham dự    |     | Nigeria | Cabo Verde | Liberia | Cộng hòa Trung Phi |
| -- | ---------- | -- | - | - | - | -- | -- | -- | -- | ---------------------- | --- | ------- | ---------- | ------- | ------------------ |
| 1  | Nigeria    | 6  | 4 | 1 | 1 | 9  | 3  | +6 | 13 | Giành quyền vào vòng 3 |     | —       | 1–1        | 2–0     | 0–1                |
| 2  | Cabo Verde | 6  | 3 | 2 | 1 | 8  | 6  | +2 | 11 |                        |     | 1–2     | —          | 1–0     | 2–1                |
| 3  | Liberia    | 6  | 2 | 0 | 4 | 5  | 8  | −3 | 6  |                        | 0–2 | 1–2     | —          | 3–1     |                    |
| 4  | Trung Phi  | 6  | 1 | 1 | 4 | 4  | 9  | −5 | 4  |                        | 0–2 | 1–1     | 0–1        | —       |                    |

| Trung Phi      | 1–1      | Cabo Verde       |
| -------------- | -------- | ---------------- |
| - Toropité 53' | Chi tiết | - J. Tavares 36' |

| Nigeria            | 2–0      | Liberia |
| ------------------ | -------- | ------- |
| Iheanacho 22', 44' | Chi tiết |         |

| Trung Phi | 0–1      | Liberia     |
| --------- | -------- | ----------- |
|           | Chi tiết | Sherman 86' |

| Cabo Verde       | 1–2      | Nigeria                                 |
| ---------------- | -------- | --------------------------------------- |
| - D. Tavares 19' | Chi tiết | - Osimhen 30' - Rocha Santos 76' (l.n.) |

| Liberia        | 1–2      | Cabo Verde                       |
| -------------- | -------- | -------------------------------- |
| - Harmon 45+3' | Chi tiết | - Monteiro 52' - Rodrigues 90+2' |

| Nigeria | 0–1      | Trung Phi       |
| ------- | -------- | --------------- |
|         | Chi tiết | Namnganda 90+1' |

| Trung Phi | 0–2      | Nigeria                       |
| --------- | -------- | ----------------------------- |
|           | Chi tiết | - Balogun 29' - Osimhen 45+1' |

| Cabo Verde   | 1–0      | Liberia |
| ------------ | -------- | ------- |
| - Mendes 90' | Chi tiết |         |

| Liberia | 0–2      | Nigeria                                    |
| ------- | -------- | ------------------------------------------ |
|         | Chi tiết | - Osimhen 15' (ph.đ.) - Musa 90+4' (ph.đ.) |

| Cabo Verde                     | 2–1      | Trung Phi   |
| ------------------------------ | -------- | ----------- |
| - J. Tavares 51' - Stopira 75' | Chi tiết | - Ngoma 11' |

| Nigeria      | 1–1      | Cabo Verde   |
| ------------ | -------- | ------------ |
| - Osimhen 1' | Chi tiết | - Stopira 5' |

| Liberia                        | 3–1      | Trung Phi   |
| ------------------------------ | -------- | ----------- |
| - Macauley 2' - Wilson 8', 74' | Chi tiết | - Ngoma 61' |

### Bảng D
| VT | Đội         | ST | T | H | B | BT | BB | HS  | Đ  | Giành quyền tham dự    |     | Cameroon | Bờ Biển Ngà | Mozambique | Malawi |
| -- | ----------- | -- | - | - | - | -- | -- | --- | -- | ---------------------- | --- | -------- | ----------- | ---------- | ------ |
| 1  | Cameroon    | 6  | 5 | 0 | 1 | 12 | 3  | +9  | 15 | Giành quyền vào vòng 3 |     | —        | 1–0         | 3–1        | 2–0    |
| 2  | Bờ Biển Ngà | 6  | 4 | 1 | 1 | 10 | 3  | +7  | 13 |                        |     | 2–1      | —           | 3–0        | 2–1    |
| 3  | Mozambique  | 6  | 1 | 1 | 4 | 2  | 8  | −6  | 4  |                        | 0–1 | 0–0      | —           | 1–0        |        |
| 4  | Malawi      | 6  | 1 | 0 | 5 | 2  | 12 | −10 | 3  |                        | 0–4 | 0–3      | 1–0         | —          |        |

| Mozambique | 0–0      | Bờ Biển Ngà |
| ---------- | -------- | ----------- |
|            | Chi tiết |             |

| Cameroon                            | 2–0      | Malawi |
| ----------------------------------- | -------- | ------ |
| - Aboubakar 9' - Ngadeu-Ngadjui 22' | Chi tiết |        |

| Bờ Biển Ngà             | 2–1      | Cameroon             |
| ----------------------- | -------- | -------------------- |
| Haller 20' (ph.đ.), 29' | Chi tiết | Ngamaleu 61' (ph.đ.) |

| Malawi      | 1–0      | Mozambique |
| ----------- | -------- | ---------- |
| - Mbulu 10' | Chi tiết |            |

| Malawi | 0–3      | Bờ Biển Ngà                              |
| ------ | -------- | ---------------------------------------- |
|        | Chi tiết | Gradel 36' · I. Sangaré 85' · Boga 90+5' |

| Cameroon                                 | 3–1      | Mozambique |
| ---------------------------------------- | -------- | ---------- |
| Choupo-Moting 28', 51' · Toko Ekambi 63' | Chi tiết | Catamo 81' |

| Mozambique | 0–1      | Cameroon             |
| ---------- | -------- | -------------------- |
|            | Chi tiết | - Ngadeu-Ngadjui 68' |

| Bờ Biển Ngà                    | 2–1      | Malawi       |
| ------------------------------ | -------- | ------------ |
| - Pépé 2' - Kessié 66' (ph.đ.) | Chi tiết | - Muyaba 20' |

| Malawi | 0–4      | Cameroon                                                         |
| ------ | -------- | ---------------------------------------------------------------- |
|        | Chi tiết | - Aboubakar 22' (ph.đ.) - Zambo Anguissa 42' - Bassogog 85', 87' |

| Bờ Biển Ngà                          | 3–0      | Mozambique |
| ------------------------------------ | -------- | ---------- |
| - Gradel 10' - Cornet 61' - Seri 90' | Chi tiết |            |

| Mozambique         | 1–0      | Malawi |
| ------------------ | -------- | ------ |
| - Mzava 51' (l.n.) | Chi tiết |        |

| Cameroon          | 1–0      | Bờ Biển Ngà |
| ----------------- | -------- | ----------- |
| - Toko Ekambi 21' | Chi tiết |             |

### Bảng E
| VT | Đội    | ST | T | H | B | BT | BB | HS  | Đ  | Giành quyền tham dự    |     | Mali | Uganda | Kenya | Rwanda |
| -- | ------ | -- | - | - | - | -- | -- | --- | -- | ---------------------- | --- | ---- | ------ | ----- | ------ |
| 1  | Mali   | 6  | 5 | 1 | 0 | 11 | 0  | +11 | 16 | Giành quyền vào vòng 3 |     | —    | 1–0    | 5–0   | 1–0    |
| 2  | Uganda | 6  | 2 | 3 | 1 | 3  | 2  | +1  | 9  |                        |     | 0–0  | —      | 1–1   | 1–0    |
| 3  | Kenya  | 6  | 1 | 3 | 2 | 4  | 9  | −5  | 6  |                        | 0–1 | 0–0  | —      | 2–1   |        |
| 4  | Rwanda | 6  | 0 | 1 | 5 | 2  | 9  | −7  | 1  |                        | 0–3 | 0–1  | 1–1    | —     |        |

| Mali               | 1–0      | Rwanda |
| ------------------ | -------- | ------ |
| - A. M. Traoré 19' | Chi tiết |        |

| Kenya | 0–0      | Uganda |
| ----- | -------- | ------ |
|       | Chi tiết |        |

| Rwanda           | 1–1      | Kenya        |
| ---------------- | -------- | ------------ |
| - Rwatubyaye 21' | Chi tiết | - Olunga 10' |

| Uganda | 0–0      | Mali |
| ------ | -------- | ---- |
|        | Chi tiết |      |

| Rwanda | 0–1      | Uganda   |
| ------ | -------- | -------- |
|        | Chi tiết | Bayo 41' |

| Mali                                                         | 5–0      | Kenya |
| ------------------------------------------------------------ | -------- | ----- |
| - A. M. Traoré 8' - Koné 22', 36', 45' (ph.đ.) - Doumbia 85' | Chi tiết |       |

| Kenya | 0–1      | Mali       |
| ----- | -------- | ---------- |
|       | Chi tiết | - Koné 55' |

| Uganda     | 1–0      | Rwanda |
| ---------- | -------- | ------ |
| - Bayo 22' | Chi tiết |        |

| Uganda     | 1–1      | Kenya        |
| ---------- | -------- | ------------ |
| - Bayo 89' | Chi tiết | - Olunga 62' |

| Rwanda | 0–3      | Mali                                        |
| ------ | -------- | ------------------------------------------- |
|        | Chi tiết | - Djenepo 19' - Koné 21' - K. Coulibaly 87' |

| Mali               | 1–0      | Uganda |
| ------------------ | -------- | ------ |
| - K. Coulibaly 19' | Chi tiết |        |

| Kenya                         | 2–1      | Rwanda        |
| ----------------------------- | -------- | ------------- |
| Olunga 2' · Odada 15' (ph.đ.) | Chi tiết | Niyonzima 66' |

### Bảng F
| VT | Đội    | ST | T | H | B | BT | BB | HS | Đ  | Giành quyền tham dự    |     | Ai Cập | Gabon | Libya | Angola |
| -- | ------ | -- | - | - | - | -- | -- | -- | -- | ---------------------- | --- | ------ | ----- | ----- | ------ |
| 1  | Ai Cập | 6  | 4 | 2 | 0 | 10 | 4  | +6 | 14 | Giành quyền vào vòng 3 |     | —      | 2–1   | 1–0   | 1–0    |
| 2  | Gabon  | 6  | 2 | 1 | 3 | 7  | 8  | −1 | 7  |                        |     | 1–1    | —     | 1–0   | 2–0    |
| 3  | Libya  | 6  | 2 | 1 | 3 | 4  | 7  | −3 | 7  |                        | 0–3 | 2–1    | —     | 1–1   |        |
| 4  | Angola | 6  | 1 | 2 | 3 | 6  | 8  | −2 | 5  |                        | 2–2 | 3–1    | 0–1   | —     |        |

| Ai Cập              | 1–0      | Angola |
| ------------------- | -------- | ------ |
| - Kafsha 5' (ph.đ.) | Chi tiết |        |

| Libya                           | 2–1      | Gabon      |
| ------------------------------- | -------- | ---------- |
| - Salama 27' - Al Warfali 90+5' | Chi tiết | - Poko 11' |

| Gabon           | 1–1      | Ai Cập        |
| --------------- | -------- | ------------- |
| - Allevinah 73' | Chi tiết | - Mohamed 90' |

| Angola | 0–1      | Libya           |
| ------ | -------- | --------------- |
|        | Chi tiết | - Al Khouja 43' |

| Angola                             | 3–1      | Gabon    |
| ---------------------------------- | -------- | -------- |
| Zini 25' · Papel 56' · Buatu 90+1' | Chi tiết | Méyé 83' |

| Ai Cập       | 1–0      | Libya |
| ------------ | -------- | ----- |
| Marmoush 49' | Chi tiết |       |

| Gabon                                  | 2–0      | Angola |
| -------------------------------------- | -------- | ------ |
| - Aubameyang 74' - Carneiro 84' (l.n.) | Chi tiết |        |

| Libya | 0–3      | Ai Cập                                           |
| ----- | -------- | ------------------------------------------------ |
|       | Chi tiết | - Abou El Fotouh 39' - Mostafa 45+4' - Sobhi 72' |

| Gabon                    | 1–0      | Libya |
| ------------------------ | -------- | ----- |
| - Aubameyang 54' (ph.đ.) | Chi tiết |       |

| Angola                          | 2–2      | Ai Cập                      |
| ------------------------------- | -------- | --------------------------- |
| - Costa 25' - Nzola 35' (ph.đ.) | Chi tiết | - Elneny 45+1' - Tawfik 59' |

| Ai Cập                                 | 2–1      | Gabon           |
| -------------------------------------- | -------- | --------------- |
| - Magdy 4' (ph.đ.) - Obiang 75' (l.n.) | Chi tiết | - Allevinah 54' |

| Libya                    | 1–1      | Angola     |
| ------------------------ | -------- | ---------- |
| - Al Warfali 49' (ph.đ.) | Chi tiết | - Zini 81' |

### Bảng G
| VT | Đội      | ST | T | H | B | BT | BB | HS | Đ  | Giành quyền tham dự    |     | Ghana | Cộng hòa Nam Phi | Ethiopia | Zimbabwe |
| -- | -------- | -- | - | - | - | -- | -- | -- | -- | ---------------------- | --- | ----- | ---------------- | -------- | -------- |
| 1  | Ghana    | 6  | 4 | 1 | 1 | 7  | 3  | +4 | 13 | Giành quyền vào vòng 3 |     | —     | 1–0              | 1–0      | 3–1      |
| 2  | Nam Phi  | 6  | 4 | 1 | 1 | 6  | 2  | +4 | 13 |                        |     | 1–0   | —                | 1–0      | 1–0      |
| 3  | Ethiopia | 6  | 1 | 2 | 3 | 4  | 7  | −3 | 5  |                        | 1–1 | 1–3   | —                | 1–0      |          |
| 4  | Zimbabwe | 6  | 0 | 2 | 4 | 2  | 7  | −5 | 2  |                        | 0–1 | 0–0   | 1–1              | —        |          |

| Zimbabwe | 0–0      | Nam Phi |
| -------- | -------- | ------- |
|          | Chi tiết |         |

| Ghana      | 1–0      | Ethiopia |
| ---------- | -------- | -------- |
| Wakaso 35' | Chi tiết |          |

| Nam Phi         | 1–0      | Ghana |
| --------------- | -------- | ----- |
| - Hlongwane 83' | Chi tiết |       |

| Ethiopia               | 1–0      | Zimbabwe |
| ---------------------- | -------- | -------- |
| - Tamene 90+4' (ph.đ.) | Chi tiết |          |

| Ethiopia     | 1–3      | Nam Phi                                     |
| ------------ | -------- | ------------------------------------------- |
| - Kebede 67' | Chi tiết | - Mokoena 45+1' - Mvala 71' - Makgopa 90+1' |

| Ghana                               | 3–1      | Zimbabwe           |
| ----------------------------------- | -------- | ------------------ |
| Kudus 5' · Partey 66' · A. Ayew 87' | Chi tiết | Musona 49' (ph.đ.) |

| Zimbabwe | 0–1      | Ghana        |
| -------- | -------- | ------------ |
|          | Chi tiết | - Partey 31' |

| Nam Phi             | 1–0      | Ethiopia |
| ------------------- | -------- | -------- |
| - Kebede 11' (l.n.) | Chi tiết |          |

| Ethiopia     | 1–1      | Ghana         |
| ------------ | -------- | ------------- |
| - Kebede 72' | Chi tiết | - A. Ayew 22' |

| Nam Phi       | 1–0      | Zimbabwe |
| ------------- | -------- | -------- |
| - Mokoena 26' | Chi tiết |          |

| Zimbabwe      | 1–1      | Ethiopia     |
| ------------- | -------- | ------------ |
| - Mahachi 39' | Chi tiết | - Nassir 86' |

| Ghana                 | 1–0      | Nam Phi |
| --------------------- | -------- | ------- |
| - A. Ayew 33' (ph.đ.) | Chi tiết |         |

### Bảng H
| VT | Đội            | ST | T | H | B | BT | BB | HS  | Đ  | Giành quyền tham dự    |     | Sénégal | Togo | Namibia | Cộng hòa Congo |
| -- | -------------- | -- | - | - | - | -- | -- | --- | -- | ---------------------- | --- | ------- | ---- | ------- | -------------- |
| 1  | Sénégal        | 6  | 5 | 1 | 0 | 15 | 4  | +11 | 16 | Giành quyền vào vòng 3 |     | —       | 2–0  | 4–1     | 2–0            |
| 2  | Togo           | 6  | 2 | 2 | 2 | 5  | 6  | −1  | 8  |                        |     | 1–1     | —    | 0–1     | 1–1            |
| 3  | Namibia        | 6  | 1 | 2 | 3 | 5  | 10 | −5  | 5  |                        | 1–3 | 0–1     | —    | 1–1     |                |
| 4  | Cộng hòa Congo | 6  | 0 | 3 | 3 | 5  | 10 | −5  | 3  |                        | 1–3 | 1–2     | 1–1  | —       |                |

| Sénégal                 | 2–0      | Togo |
| ----------------------- | -------- | ---- |
| - Mané 56' - Diallo 81' | Chi tiết |      |

| Namibia       | 1–1      | Cộng hòa Congo       |
| ------------- | -------- | -------------------- |
| - Hambira 24' | Chi tiết | - Hambira 57' (l.n.) |

| Togo | 0–1      | Namibia        |
| ---- | -------- | -------------- |
|      | Chi tiết | - Kambindu 53' |

| Cộng hòa Congo           | 1–3      | Sénégal                                 |
| ------------------------ | -------- | --------------------------------------- |
| - Ganvoula 45+2' (ph.đ.) | Chi tiết | - Dia 27' - Sarr 82' - Mané 87' (ph.đ.) |

| Togo              | 1–1      | Cộng hòa Congo   |
| ----------------- | -------- | ---------------- |
| Placca Fessou 56' | Chi tiết | Romao 21' (l.n.) |

| Sénégal                                           | 4–1      | Namibia        |
| ------------------------------------------------- | -------- | -------------- |
| - Gueye 10' - Diédhiou 38' - Mané 54' - Baldé 83' | Chi tiết | - Kamatuka 75' |

| Namibia         | 1–3      | Sénégal                  |
| --------------- | -------- | ------------------------ |
| - Shalulile 27' | Chi tiết | - Diédhiou 22', 51', 84' |

| Cộng hòa Congo | 1–2      | Togo                             |
| -------------- | -------- | -------------------------------- |
| - Mbenza 71'   | Chi tiết | - Placca Fessou 43' - Denkey 77' |

| Cộng hòa Congo | 1–1      | Namibia         |
| -------------- | -------- | --------------- |
| - Mbenza 54'   | Chi tiết | - Shalulile 42' |

| Togo                 | 1–1      | Sénégal           |
| -------------------- | -------- | ----------------- |
| - Cissé 45+1' (l.n.) | Chi tiết | - H. Diallo 90+3' |

| Sénégal            | 2–0      | Cộng hòa Congo |
| ------------------ | -------- | -------------- |
| - I. Sarr 14', 24' | Chi tiết |                |

| Namibia | 0–1      | Togo                |
| ------- | -------- | ------------------- |
|         | Chi tiết | - Placca Fessou 88' |

### Bảng I
| VT | Đội          | ST | T | H | B | BT | BB | HS  | Đ  | Giành quyền tham dự    |     | Maroc | Guiné-Bissau | Guinée | Sudan |
| -- | ------------ | -- | - | - | - | -- | -- | --- | -- | ---------------------- | --- | ----- | ------------ | ------ | ----- |
| 1  | Maroc        | 6  | 6 | 0 | 0 | 20 | 1  | +19 | 18 | Giành quyền vào vòng 3 |     | —     | 5–0          | 3–0    | 2–0   |
| 2  | Guiné-Bissau | 6  | 1 | 3 | 2 | 5  | 11 | −6  | 6  |                        |     | 0–3   | —            | 1–1    | 0–0   |
| 3  | Guinée       | 6  | 0 | 4 | 2 | 5  | 11 | −6  | 4  |                        | 1–4 | 0–0   | —            | 2–2    |       |
| 4  | Sudan        | 6  | 0 | 3 | 3 | 5  | 12 | −7  | 3  |                        | 0–3 | 2–4   | 1–1          | —      |       |

| Guiné-Bissau | 1–1      | Guinée      |
| ------------ | -------- | ----------- |
| - Mendes 51' | Chi tiết | - Kamano 7' |

| Maroc                           | 2–0      | Sudan |
| ------------------------------- | -------- | ----- |
| - Aguerd 10' - Ahmed 53' (l.n.) | Chi tiết |       |

| Sudan                     | 2–4      | Guiné-Bissau                                      |
| ------------------------- | -------- | ------------------------------------------------- |
| - Abdel Rahman 55', 90+2' | Chi tiết | - Piqueti 8', 39' - F. Mendy 11' - Mam. Baldé 82' |

| Sudan       | 1–1      | Guinée     |
| ----------- | -------- | ---------- |
| - Teiri 72' | Chi tiết | - Bayo 56' |

| Maroc                                                                     | 5–0      | Guiné-Bissau |
| ------------------------------------------------------------------------- | -------- | ------------ |
| - Hakimi 31' - Louza 45+1' (ph.đ.) - Chair 49' - El Kaabi 62' - Munir 82' | Chi tiết |              |

| Guinée                    | 2–2      | Sudan                     |
| ------------------------- | -------- | ------------------------- |
| - J. Kanté 48' - Bayo 67' | Chi tiết | - Al-Tash 64' - Kamal 88' |

| Guiné-Bissau | 0–3      | Maroc                            |
| ------------ | -------- | -------------------------------- |
|              | Chi tiết | - El Kaabi 10', 70' - Barkok 20' |

| Guinée     | 1–4      | Maroc                                          |
| ---------- | -------- | ---------------------------------------------- |
| - Kané 31' | Chi tiết | - El Kaabi 21' - Amallah 43', 65' - Boufal 89' |

| Guinée | 0–0      | Guiné-Bissau |
| ------ | -------- | ------------ |
|        | Chi tiết |              |

| Sudan | 0–3      | Maroc                         |
| ----- | -------- | ----------------------------- |
|       | Chi tiết | - Mmaee 3', 61' - Louza 90+3' |

| Guiné-Bissau | 0–0      | Sudan |
| ------------ | -------- | ----- |
|              | Chi tiết |       |

| Maroc                                   | 3–0      | Guinée |
| --------------------------------------- | -------- | ------ |
| - Mmaee 21' (ph.đ.), 29' - El Kaabi 60' | Chi tiết |        |

### Bảng J
| VT | Đội        | ST | T | H | B | BT | BB | HS | Đ  | Giành quyền tham dự    |     | Cộng hòa Dân chủ Congo | Bénin | Tanzania | Madagascar |
| -- | ---------- | -- | - | - | - | -- | -- | -- | -- | ---------------------- | --- | ---------------------- | ----- | -------- | ---------- |
| 1  | CHDC Congo | 6  | 3 | 2 | 1 | 9  | 3  | +6 | 11 | Giành quyền vào vòng 3 |     | —                      | 2–0   | 1–1      | 2–0        |
| 2  | Bénin      | 6  | 3 | 1 | 2 | 5  | 4  | +1 | 10 |                        |     | 1–1                    | —     | 0–1      | 2–0        |
| 3  | Tanzania   | 6  | 2 | 2 | 2 | 6  | 8  | −2 | 8  |                        | 0–3 | 0–1                    | —     | 3–2      |            |
| 4  | Madagascar | 6  | 1 | 1 | 4 | 4  | 9  | −5 | 4  |                        | 1–0 | 0–1                    | 1–1   | —        |            |

| CHDC Congo  | 1–1      | Tanzania  |
| ----------- | -------- | --------- |
| Mbokani 23' | Chi tiết | Msuva 36' |

| Madagascar | 0–1      | Bénin        |
| ---------- | -------- | ------------ |
|            | Chi tiết | - Mounié 22' |

| Bénin        | 1–1      | CHDC Congo    |
| ------------ | -------- | ------------- |
| - Adéoti 33' | Chi tiết | - Mbokani 11' |

| Tanzania                                    | 3–2      | Madagascar                              |
| ------------------------------------------- | -------- | --------------------------------------- |
| - Nyoni 2' (ph.đ.) - Dismas 26' - Salum 53' | Chi tiết | - Rakotoharimalala 36' - Fontaine 45+2' |

| CHDC Congo                | 2–0      | Madagascar |
| ------------------------- | -------- | ---------- |
| - Akolo 35' - Mbokani 78' | Chi tiết |            |

| Tanzania | 0–1      | Bénin        |
| -------- | -------- | ------------ |
|          | Chi tiết | - Mounié 72' |

| Bénin | 0–1      | Tanzania   |
| ----- | -------- | ---------- |
|       | Chi tiết | - Msuva 6' |

| Madagascar            | 1–0      | CHDC Congo |
| --------------------- | -------- | ---------- |
| - Rakotoharimalala 1' | Chi tiết |            |

| Tanzania | 0–3      | CHDC Congo                             |
| -------- | -------- | -------------------------------------- |
|          | Chi tiết | - Kakuta 6' - Fasika 66' - Malango 85' |

| Bénin                     | 2–0      | Madagascar |
| ------------------------- | -------- | ---------- |
| - Dossou 43' - Mounié 79' | Chi tiết |            |

| CHDC Congo                          | 2–0      | Bénin |
| ----------------------------------- | -------- | ----- |
| - Mbokani 10' (ph.đ.) - Malango 74' | Chi tiết |       |

| Madagascar     | 1–1      | Tanzania    |
| -------------- | -------- | ----------- |
| - Abdallah 74' | Chi tiết | - Msuva 25' |

## Danh sách cầu thủ ghi bàn
Đã có 288 bàn thắng ghi được trong 120 trận đấu, trung bình 2.4 bàn thắng mỗi trận đấu.
7 bàn thắng
- Islam Slimani

5 bàn thắng
- Riyad Mahrez
- Ibrahima Koné
- Ayoub El Kaabi
- Victorien Adebayor
- Fashion Sakala

4 bàn thắng
- Abdoul Tapsoba
- Dieumerci Mbokani
- Ryan Mmaee
- Victor Osimhen
- Famara Diédhiou

3 bàn thắng
- Sofiane Feghouli
- Steve Mounié
- Issoufou Dayo
- André Ayew
- Michael Olunga
- Sadio Mané
- Ismaïla Sarr
- Simon Msuva
- Euloge Placca Fessou
- Wahbi Khazri
- Fahad Bayo

2 bàn thắng
- Baghdad Bounedjah
- Zini
- Mohamed Konaté
- Vincent Aboubakar
- Christian Bassogog
- Eric Maxim Choupo-Moting
- Michael Ngadeu-Ngadjui
- Karl Toko Ekambi
- Stopira
- Júlio Tavares
- Isaac Ngoma
- Guy Mbenza
- Ben Malango
- Mohamed Magdy
- Mostafa Mohamed
- Saúl Coco
- Getaneh Kebede
- Jim Allevinah
- Pierre-Emerick Aubameyang
- Thomas Partey
- Mohamed Bayo
- Piqueti
- Max Gradel
- Sebastien Haller
- Peter Wilson
- Sanad Al Warfali
- Njiva Rakotoharimalala
- Kalifa Coulibaly
- Adama M. Traoré
- Selim Amallah
- Imran Louza
- Peter Shalulile
- Issa Djibrilla
- Daniel Sosah
- Mohamed Wonkoye
- Kelechi Iheanacho
- Teboho Mokoena
- Mohamed Abdel Rahman
- Ellyes Skhiri

1 bàn thắng
- Youcef Belaïli
- Ismaël Bennacer
- Saïd Benrahma
- Ramy Bensebaini
- Aïssa Mandi
- Ramiz Zerrouki
- Jonathan Buatu
- Hélder Costa
- Alex Moussounda
- M'Bala Nzola
- Ary Papel
- Jordan Adéoti
- Jodel Dossou
- Issa Kaboré
- Zakaria Sanogo
- Lassina Traoré
- Nicolas Ngamaleu
- André-Frank Zambo Anguissa
- Ryan Mendes
- Jamiro Monteiro
- Garry Rodrigues
- Dylan Tavares
- Karl Namnganda
- Tresór Toropité
- Silvère Ganvoula
- Chadrac Akolo
- Nathan Masika
- Gaël Kakuta
- Youssouf Abdi Ahmed
- Anas Farah Ali
- Warsama Hassan
- Yabe Siad Isman
- Ahmed Abou El Fotouh
- Mohamed Elneny
- Omar Marmoush
- Ramadan Sobhi
- Akram Tawfik
- Abubeker Nassir
- Aschalew Tamene
- Federico Bikoro
- Pablo Ganet
- Emilio Nsue
- Iban Salvador
- André Biyogo Poko
- Axel Méyé
- Mohammed Kudus
- Mubarak Wakaso
- François Kamano
- Mamadou Kané
- José Kanté
- Mama Baldé
- Joseph Mendes
- Frédéric Mendy
- Jérémie Boga
- Maxwel Cornet
- Franck Kessié
- Nicolas Pépé
- Ibrahim Sangaré
- Jean Michaël Seri
- Richard Odada
- Van-Dave Harmon
- Marcus Macauley
- Kpah Sherman
- Omar Al Khouja
- Ali Salama
- Hakim Abdallah
- Thomas Fontaine
- Moussa Djenepo
- Moussa Doumbia
- Richard Mbulu
- Khuda Muyaba
- Aboubakar Kamara
- Mamadou Niass
- Nayef Aguerd
- Aymen Barkok
- Sofiane Boufal
- Ilias Chair
- Munir El Haddadi
- Achraf Hakimi
- Geny Catamo
- Charles Hambira
- Joslin Kamatuka
- Elmo Kambindu
- Youssouf Oumarou
- Amadou Sabo
- Leon Balogun
- Ahmed Musa
- Olivier Niyonzima
- Abdul Rwatubyaye
- Keita Baldé
- Boulaye Dia
- Abdou Diallo
- Habib Diallo
- Idrissa Gueye
- Bongokuhle Hlongwane
- Evidence Makgopa
- Mothobi Mvala
- Ahmed Al-Tash
- Amir Kamal
- Seif Teiri
- Novatus Dismas
- Erasto Nyoni
- Faisal Salum
- Kévin Denkey
- Dylan Bronn
- Mohamed Dräger
- Seifeddine Jaziri
- Aïssa Laïdouni
- Ali Maâloul
- Anis Ben Slimane
- Patson Daka
- Enock Mwepu
- Prince Mumba
- Kudakwashe Mahachi
- Knowledge Musona

1 bàn phản lưới nhà
- To Carneiro (trong trận gặp Gabon)
- Kenny Rocha Santos (trong trận gặp Nigeria)
- Getaneh Kebede (trong trận gặp Namibia)
- Johann Obiang (trong trận gặp Ai Cập)
- Limbikani Mzava (trong trận gặp Mozambique)
- Youssouf Oumarou (trong trận gặp Algérie)
- Zakariya Souleymane (trong trận gặp Algérie)
- Charles Hambira (trong trận gặp Congo)
- Pape Abou Cissé (trong trận gặp Togo

- Abuaagla Abdalla (trong trận gặp Maroc)
- Alaixys Romao (trong trận gặp Congo)

}}